# Foraminitermitinae
Foraminitermitinae es una subfamilia de termitas, que contiene los siguientes géneros: 

## Géneros
1. Foraminitermes
2. Labritermes